# Nilosaharanische Sprachen

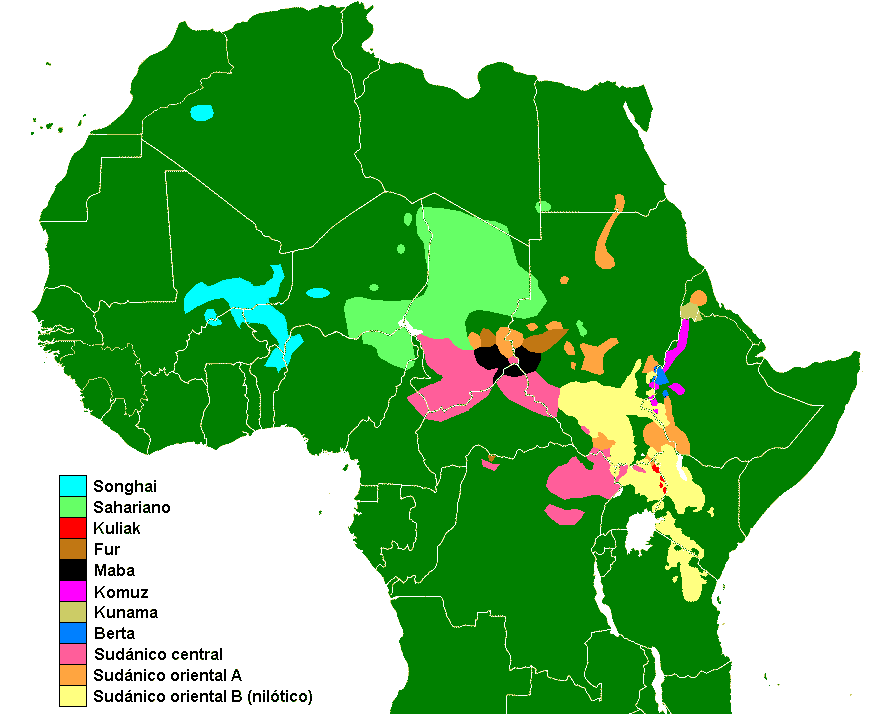
Die nilosaharanische Sprachfamilie und ihre Sprachgruppen

Verbreitung der Nilo-saharanischen Sprachen (dunkelbraun)

Die nilosaharanischen Sprachen (auch kurz Nilosaharanisch genannt) bilden eine afrikanische Sprachfamilie mit etwa 200 Sprachen und insgesamt ca. 35 Mio. Sprechern. Sie werden vor allem an den oberen Flussläufen des Schari (Chari) und des Nils einschließlich des geschichtlichen Nubiens gesprochen. Ihre Verbreitung erstreckt sich über 18 Staaten im Norden Afrikas: Algerien und Mali im Nordwesten; Benin, Nigeria, Sudan, Südsudan und DR Kongo im Süden sowie von Ägypten bis nach Kenia und Tansania im Osten. Der größte Teil ihres bedeutendsten Zweigs findet sich im heutigen Sudan und Südsudan. Wie aus der Bezeichnung hervorgeht, ist Nilosaharanisch eine Sprachfamilie, die vor allem im afrikanischen Binnenland einschließlich des größeren Nilbeckens und seiner Seitenflüsse wie auch in der zentralsaharanischen Wüste verbreitet ist.

## Nilosaharanisch als Einheit und Gliederung

### Allgemeines
Die Bezeichnung geht auf Bemühungen des Linguisten Joseph Greenberg zurück, alle sich bis dahin einer genetischen Einordnung entziehenden afrikanischen Sprachen als einer genetischen Sprachfamilie zugehörend nachzuweisen. Greenberg entwickelte die nilosaharanische Sprachfamilie aus dem östlichen Zweig der von Diedrich Westermann und Carl Meinhof postulierten Sudansprachen, deren Einheit einer näheren Überprüfung nicht standhielt.
Das Nilosaharanische wird von den Spezialisten dieses Gebiets (Lionel Bender und Christopher Ehret) als gesicherte Einheit aufgefasst, deren Protosprache in Grundzügen zu rekonstruieren ist (siehe unter Literatur Bender 1997 u. vor allem Ehret 2001). Aufgrund dieser Arbeiten und jener anderer Forscher wird das Konzept der nilosaharanischen Sprachen als genetische Einheit in der Afrikanistik weitgehend akzeptiert. Insbesondere ist der Kern des Nilosaharanischen – die ostsudanischen Sprachen (einschließlich der nilotischen und nubischen Sprachen), die zentralsudanischen Sprachen und einige kleinere Gruppen – als genetische Einheit weitgehend unumstritten. Von wenigen bezweifelt wird die Zugehörigkeit der Sprachen Kunama, Berta und Fur sowie der Maba-Gruppe (gesprochen im Tschad, der Zentralafrikanischen Republik und im Sudan) zum Nilosaharanischen. Stärkere Zweifel gelten für die „Outlier-Gruppen“ Saharanisch, Kuliak (Rub) und Songhai, deren Zugehörigkeit zum Nilosaharanischen von mehreren Forschern bestritten wird.
Demnach ergibt sich folgende Grundkonzeption:
1. Ostsudanische Sprachen einschließlich der nilotischen und der nubischen Sprachen (unumstritten)
2. Zentralsudanische Sprachen (unumstritten)
3. Kunama (vereinzelt angegriffen)
4. Berta (vereinzelt angegriffen)
5. Fur (vereinzelt angegriffen)
6. Komuz-Sprachen (verbreitet im sudanesisch-äthiopischen Grenzgebiet)
7. Saharanische Sprachen (angezweifelt)
8. Songhai-Sprachen (angezweifelt)
9. Kuliak/Rub-Sprachen (angezweifelt)

Früher fasste man (v. a. Greenberg) die ostsudanischen und zentralsudanischen Sprachen sowie Kunama und Berta unter den Obegriff der Schari-Nil-Sprachen (Chari-Nil-Sprachen) zusammen. Schari-Nil-Sprachen stellen jedoch keine sprachgenetisch zusammenhängende Untergruppe der nilosaharanischen Sprachen dar, weshalb der Begriff nur von geographischer Bedeutung ist. Die sogenannten Schari-Nil-Sprachen bilden aber den gesicherten Kernbestand der nilosaharanischen Sprachen.
Äußerst strittig ist die Einordnung der Shabo-Sprache. Ethnologue, Anbessa Tefera und Peter Unseth rechnen Shabo zu den nilosaharanischen Sprachen. Christopher Ehret hält Shabo für isoliert. Vielfach wird Shabo als unklassifiziert eingestuft.
Einige Linguisten, darunter Roger Blench, halten die Kadu-Sprachen (auch Kadugli oder Tumtum genannt) für zum Nilosaharanischen gehörig, während andere Sprachwissenschaftler Greenberg folgen und die Kadu-Sprachen als kordofanische Sprachen (Niger-Kongo-Sprachen) qualifizieren. Ehret hält die Kadu-Sprachen dagegen für isoliert.
Gelegentlich wurde vorgeschlagen, die Mande-Sprachen, welche für gewöhnlich unter Niger-Kongo-Sprachen eingeordnet werden, hauptsächlich wegen ihrer beachtenswerten Ähnlichkeiten mit den Songhai-Sprachen in die nilosaharanische Familie einzubeziehen. Dieser Vorschlag wird jedoch von der herrschenden Meinung abgelehnt.
Die meroitische Sprache des alten Kusch wurde manchmal für ein mutmaßliches Mitglied des Nilosaharanischen gehalten; jedoch weiß man zu wenig über diese ausgestorbene Sprache, um sie glaubwürdig einordnen zu können. Das Gleiche gilt für die ausgestorbene Oropom-Sprache in Uganda (falls sie jemals existierte), von der Verbindungen mit Kuliak oder den nilotischen Sprachen angedeutet wurden.

### Makrofamilien
Ansätze für eine außerfamiliäre Verwandtschaft des Nilosaharanischen richten sich in der Regel auf die Niger-Kongo-Sprachen. Gregersen (1972) fasste beide Sprachfamilien als Kongo-Saharanische Makrofamilie zusammen, wohingegen Blench (1995) vorschlug, dass Niger-Kongo ein Zweig des Nilo-Saharanischen sein könnte, der gleichrangig mit Zentralsudanisch sei. Jedoch werden solche Theorien von den meisten Sprachwissenschaftlern mit Zurückhaltung behandelt.

### Klassifikation nach Bender (2000)
- Songhai-Sprachen
- Saharanische Sprachen
- Kuliak-Sprachen
- Hauptgruppe (die ersten fünf Gruppen werden von Bender auch als Satelliten zusammengefasst):
  - Maba-Sprachen
  - Fur-Sprachen
  - Zentralsudanische Sprachen
  - Berta
  - Kunama
  - Kern:
    - Ostsudanische Sprachen
      - Nubische Sprachen
      - Nera
      - Nyima-Sprachen
      - Tama-Sprachen
      - Surmische Sprachen
      - Jebel- bzw. Ost-Jebel-Sprachen
      - Temein-Sprachen
      - Daju-Sprachen
      - Nilotische Sprachen

    - Koma-Sprachen
    - Gumuz
    - Kadu- bzw. Kadugli-Krongo-Sprachen

### Klassifikation nach Ehret (2001)
s. Ehret (2001), S. 88 f.
- Koma
- Sudanisch
  - Zentral-Sudanisch
  - Nord-Sudanisch
    - Kunama
    - Saharo-Sahelisch
      - Saharanisch
      - Sahelisch
        - Fur
        - Trans-Sahel
          - West-Sahelisch
            - Songhay
            - Maba

          - Ost-Sahelisch („Ost-Sudanisch“)

### Klassifikation nach Ethnologue
Diese Klassifikation ist im Hinblick auf die neueren Darstellungen von Bender (1997) und (2000) sowie Ehret (2001) teilweise veraltet:
- Berta
- Zentralsudanische Sprachen
- Ostsudanische Sprachen
  - Östliche Gruppe:
    - Ost-Jebel-Sprachen
    - Nara
    - Nubische Sprachen
    - Surmische Sprachen

  - Kuliak-Sprachen
  - Nilotische Sprachen
  - Westliche Gruppe:
    - Daju-Sprachen
    - Nyimang-Sprachen
    - Tama-Sprachen
    - Temein-Sprachen
- Komuz-Sprachen
- Kunama
- Maba-Sprachen
- Saharanische Sprachen
- Songhai-Sprachen
- Fur-Sprachen
- Unklassifiziert:
  - Kanga, Keiga, Krongo, Tumtum, Tulishi und Katcha-Kadugli-Miri (= Kadu-Sprachen)
  - Shabo

## Bedeutende Sprachen
1. Luo oder Dholuo (3,5 bis 4 Millionen Sprecher), welches in Kenia, dem östlichen Uganda und bis nach Tansania gesprochen wird; es ist die Sprache der Luo, Kenias drittgrößten Volkes (nach den Bantu-Völkern Kikuyu und Luhya); der Begriff Luo ist mehrdeutig, da er auch einen Sprachenzweig der nilotischen Sprachen der ostsudanischen Gruppe (Luo-Sprachen) bezeichnet.
2. Kanuri (3,3 bis 6 Millionen Sprecher) ist die Sprache der Kanuri, die von Niger bis in das nordöstliche Nigeria siedeln.
3. Dinka (1,4 bis 2 Millionen Sprecher), gesprochen im Südsudan, die Sprache eines der mächtigsten südsudanesischen Völker (Dinka)
4. Lango (knapp 1 Million Sprecher), gesprochen von einem der bedeutenderen Völker Ugandas (in der Lango-Provinz im Zentrum des Landes)
5. Nuer (805.000 Sprecher), die Sprache der Nuer im Südsudan
6. Acholi (792.000 Sprecher), eine Luo-Sprache, gesprochen von den Acholi, die im Norden Ugandas und im Südsudan siedeln; Acholi ist eng verwandt mit Lango.
7. Songhai-Sprachen (740.000 Sprecher), deren Sprachgebiet sich weitläufig entlang des Niger-Stromes in Mali und Burkina Faso erstreckt; der angesehenste Dialekt ist der aus dem mythischen Timbuktu, der Hauptstadt des historischen Songhai-Reiches.
8. Fur (502.000 Sprecher), als eine der bedeutenderen Sprachen von Darfur (arab. Heimat der Fur) angesehen
9. Nubische Sprache (495.000 Sprecher), verbreitet im südlichen Ägypten und im nördlichen Sudan